# Gmina Svendborg
Gmina Svendborg (duń. Svendborg Kommune) – gmina w Danii w regionie Dania Południowa.
Gmina powstała 1 stycznia 2007 roku na mocy reformy administracyjnej z połączenia gmin Egebjerg, Gudme i poprzedniej gminy Svendborg.
Siedzibą władz gminy jest miasto Svendborg.